# Oksana Kot
Oksana Kot (ur. 4 października 1987) – polska lekkoatletka do końca 2006 roku reprezentująca Uzbekistan w pchnięciu kulą i rzucie dyskiem, córka Sergieja Kota, dwukrotnego medalisty mistrzostw Azji.

## Życiorys
Na arenie międzynarodowej zadebiutowała w 2003 roku zajmując ósmą lokatę w rzucie dyskiem podczas mistrzostw Azji. Rok później w tej konkurencji odpadła w eliminacjach na mistrzostwach świata juniorów. 19 maja 2005 w Taszkencie z wynikiem 53,29 ustanowiła rekord Uzbekistanu juniorów rzucie dyskiem, a 3 czerwca 2006 w stolicy Kirgistanu Biszkeku z rezultatem 16,24 ustanowiła juniorski rekord Uzbekistanu w pchnięciu kulą. W 2006 zdobyła w Makau wicemistrzostwo Azji juniorek w pchnięciu kulą – po tym sukcesie startowała jeszcze bez sukcesów na mistrzostwach świata juniorów w Pekinie. Zdobywała medale mistrzostw Uzbekistanu. 
Zimą 2007 dzięki pomocy władz Gdańska rodzina Kotów, mająca polskie korzenie, przeniosła się do Trójmiasta. W lutym tego roku Oksana zajęła w Spale czwartą lokatę na halowych mistrzostwach Polski seniorów w pchnięciu kulą. Latem 2007 była czwarta w pchnięciu kulą i rzucie dyskiem na młodzieżowych mistrzostwach Polski w Słupsku. W 2008 w Grudziądzu i rok później podczas kolejnych młodzieżowych mistrzostw kraju w Bielsku-Białej zdobyła w sumie cztery brązowe medale w rzucie dyskiem i pchnięciu kulą. W lutym 2009 zdobyła jedyny w karierze medal halowych mistrzostw Polski seniorów (brąz w kuli z wynikiem 15,52). W Polsce reprezentowała barwy klubów AZS-AWFiS Gdańsk i SKLA Sopot. 
Rekordy życiowe: pchnięcie kulą – stadion: 16,24 (3 czerwca 2006, Biszkek), hala: 15,68 (2 lutego 2008, Gdańsk); rzut dyskiem – 53,72 (4 czerwca 2006, Biszkek); rzut oszczepem – 46,12 (12 maja 2004, Ałmaty). Rezultaty zawodniczki w rzutach dyskiem i oszczepem oraz w pchnięciu kulą na stadionie były rekordami Uzbekistanu w kategorii juniorów. 

## Osiągnięcia
| Reprezentacja Uzbekistan |                             |          |                |                   |       |
| Rok                      | Impreza                     | Miejsce  | Konkurencja    | Pozycja           | Wynik |
| 2003                     | Mistrzostwa Azji            | Manila   | rzut dyskiem   | 8. miejsce        | 42,08 |
| 2004                     | Mistrzostwa Azji juniorów   | Ipoh     | rzut dyskiem   | 4. miejsce        | 44,94 |
| 2004                     | Mistrzostwa świata juniorów | Grosseto | rzut dyskiem   | el. – 14. miejsce | 45,13 |
| 2005                     | Mistrzostwa Azji            | Incheon  | rzut dyskiem   | 7. miejsce        | 48,32 |
| 2006                     | Mistrzostwa Azji juniorów   | Makau    | pchnięcie kulą | 2. miejsce        | 14,94 |
| 2006                     | Mistrzostwa świata juniorów | Pekin    | rzut dyskiem   | el. – 15. miejsce | 46,22 |
| 2006                     | Mistrzostwa świata juniorów | Pekin    | pchnięcie kulą | el. – 24. miejsce | 13,82 |